# 路易吉·阿里西奥
路易吉·阿里西奥（義大利語：Luigi Arisio，1926年3月25日—2020年9月29日），意大利政治人物，前众议院议员。

## 生平
1926年生于都灵。父亲是技术工人，母亲是家庭主妇。1940年代，他在蓝旗亚做学徒，后在菲亚特汽车公司工作。到1970年代末，他已经升任米拉菲奥里工厂部门主任，管理250余名下属。1980年9月，菲亚特首席执行官切萨莱·罗米蒂宣布集体裁员2万余人，这引发了工会的不满。路易吉·阿里西奥参与并领导了10月14日的示威游行，约有4万人参加了这场活动。在1983年的大选中，他代表意大利共和党当选第九届众议院议员，他曾任劳工委员会委员。1987年未能连任。2020年9月29日逝世。